# Marco Livio Denter
Marco Livio Denter (en latín Marcus Livius Denter) fue cónsul en el año 302 a. C., con Marco Emilio Paulo. 
En ese año recomenzó la guerra contra los ecuos, pero los cónsules romanos fueron rechazados. 
En el año 299 a. C. fue uno de los primeros plebeyos que obtuvieron el cargo de pontífice, y en este cometido acompañó a P. Decio, y le dictó la fórmula, en la que este último dedicó su muerte voluntaria por el bien de su país. Publio Decio, al mismo tiempo, pidió a Marco Livio Denter que actuara como pretor.